# Cloruro de benzalconio
El cloruro de benzalconio es un producto químico que se usa como desinfectante, tensioactivo, bactericida e inhibidor de la actividad viral.
Su fórmula condensada es n-alquil metil bencil cloruro de amonio.
Es utilizado también como fungicida, específicamente sobre los géneros Trichophyton, Epidermophyton y Candida.

## Mecanismo de acción
Dicha acción se ha atribuido a la inactivación de las enzimas productoras de energía, desnaturalización de las proteínas celulares esenciales y la ruptura de la membrana celular.

## Toxicología
El cloruro de benzalconio es corrosivo y tóxico en altas concentraciones,según la ficha MSDS de referencia BE0155 conforme a la directiva 2001/58/CE, así como de una gran toxicidad en ambientes acuáticos.
Pero carece de toxicidad en los casos de cremas humectantes para piel.

## Principales usos
- Alguicida para piscinas.
- Desinfectante para verduras (usando un porcentaje de Cloruro de benzalconio).
- Componente principal del desinfectante para suelos.
- Como fungicida y antibacteriano en algunos productos.
- Antiséptico en higiene dental diluido en baja concentración.[2]
- Aditivo en algunos colirios.
- Aditivo en el alcohol etílico para su uso como antiséptico para evitar que se ingiera (véase Desnaturalización (alimentos)).
- Como desinfectante en pañuelos[3] desechables.
- Como antiséptico cutáneo.
- Como desinfectante de instrumentos y superficies quirúrgicas[4]

## Fórmula molecular
C21 H38 NCl